# Donnybrook-Balingup Shire
Koordinaten: 33° 34′ S, 115° 49′ O

Das Shire of Donnybrook-Balingup ist ein lokales Verwaltungsgebiet (LGA) im australischen Bundesstaat Western Australia. Das Gebiet ist 1560 km² groß und hat etwa 5.300 Einwohner.
Donnybrook-Balingup liegt im Westen des Staates etwa 180 Kilometer südlich der Hauptstadt Perth und östlich von Bunbury. Der Sitz des Shire Councils befindet sich in der Ortschaft Donnybrook, wo etwa 2500 Einwohner leben (2016).

## Verwaltung
Der Donnybrook-Balingup Council hat neun Mitglieder. Sie werden von allen Bewohnern des Shires gewählt. Donnybrook-Balingup ist nicht in Bezirke unterteilt. Aus dem Kreis der Councillor rekrutiert sich auch der Vorsitzende des Councils (Shire President).